# Fabulous Histories

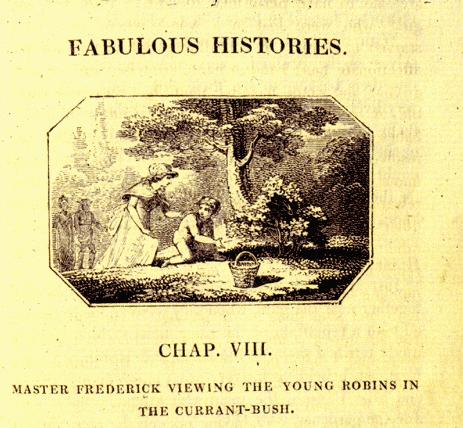
Illustration du chapitre VIII de Fabulous Histories.

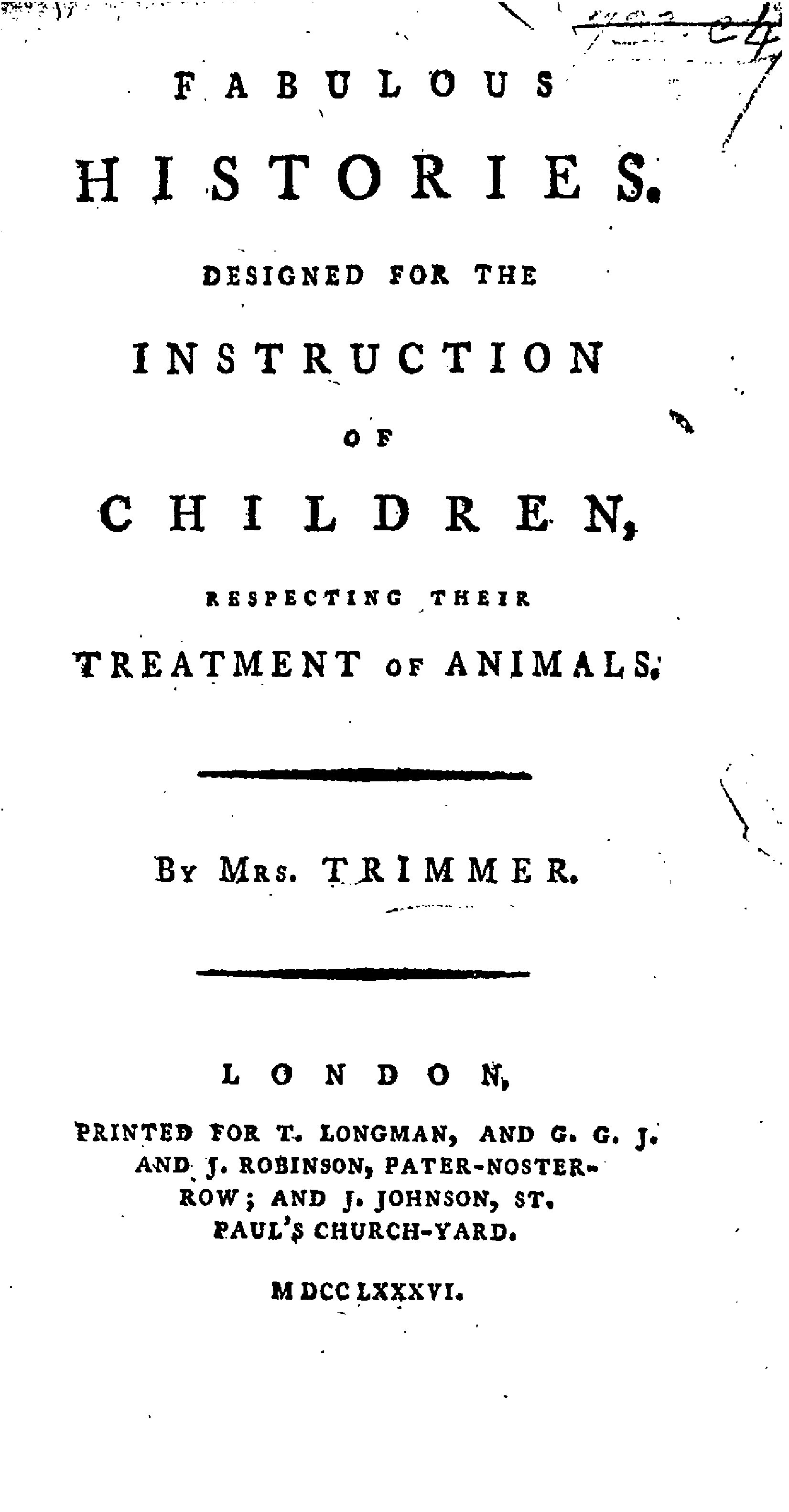
Page de titre de la première édition de Fabulous Histories, en 1786.

Fabulous Histories (qui sera plus tard également connu sous le titre de The Story of the Robins), est l'ouvrage le plus populaire de la pédagogue et écrivaine britannique Sarah Trimmer. Publié en 1786, il fut régulièrement réédité jusqu'au début du XXe siècle. Sa première traduction en français par David de Saint-Georges sous le titre : Histoires fabuleuses, destinées à l'instruction des enfants dans ce qui regarde leur conduite envers les animaux fut publié chez F. Dufart en 1789.

## Intrigue
Fabulous Histories raconte l'histoire de deux familles, l'une humaine et l'autre de rouge-gorges, qui apprennent à vivre en harmonie. Plus important encore, les enfants et les bébés rouge-gorges doivent apprendre à adopter la vertu et à fuir le vice. Pour Trimmer, pratiquer la bonté envers les animaux alors qu'on est enfant conduira, elle l'espère, à la « bienveillance universelle » en tant qu'adulte. Selon Samuel Pickering, un spécialiste en littérature enfantine du XVIIIe siècle, « dans sa représentation du comportement envers les animaux au dix-huitième siècle, Fabulous Histories de Mme Trimmer, est le livre pour enfants le plus représentatif de cette période »,.